# 夏井川 (曖昧さ回避)
夏井川（なついがわ）は日本国内の各地を流れる河川名のひとつである。

## 河川名
- 赤井川 (秋田県) - 秋田県鹿角市八幡平を流れる米代川水系熊沢川支流[1]。
- 赤井川 (岩手県) - 岩手県洋野町から同県久慈市へと流れる久慈川水系久慈川の支流[2]。
- 夏井川 - 福島県南東部の阿武隈高地を流れ下り太平洋に注ぐ夏井川水系本流の二級河川。
  - 右支夏井川 - 福島県田村郡小野町を流れる上記の夏井川水系夏井川支流[3]の二級河川[4]。
- 赤井川 (新潟県) - 新潟県新発田市上赤谷を流れる加治川水系加治川支流[5]。